# Кей-Кубад II
Кей-Кубад II (1239—1254) — 14-й султан Рума в 1249—1254 роках. Повне ім'я Ала ад-Дін Кей-Кубад бен Кей-Хосров.

## Життєпис
Походив з династії Сельджукидів. Син султана Кей-Хосрова II. Його матір'ю була Гюркю-хатун (до прийняття ісламу — Тамара Багратіоні, донька Русудан, цариці Грузії). Народився у 1239 році. У 1246 році помер його батько. Невдовзі почалася боротьба за владу між старшими братами — Кей-Кавусом II та Килич-Арсланом IV.
1249 року вищими сановниками держави було прийнято рішення про те, що на троні в будуть одночасно сидіти усі три брата: Кей-кавус II, Килич-Арслан IV і молодший брат Кей-Кубад II. Сановникам вдалося вмовити братів піти на це і Румом одночасно стали правити три султана. Фактично держава розпалася на три частини. Особливістю цього часу було карбування на монетах імен усіх 3 співволодарів.
1253 року до Коньї прибув монгольський посол з вимогою до Кей-Кавусу II негайно прибути до велика кагану Менгу. Султан Рума боявся їхати до хана, оскільки розумів, що може бути покараний за непослух. Він також знав, що навіть якщо йому вдасться повернутися з Монголії, то країною фактично буде правити Килич-Арслан IV. Тому Кей-Кавус II відмовився прибути до Каракоруму особисто, пославшись на необхідність придушити бунт тюркмен на заході країни. Замість себе він направив в Монголію султана Кей-Кубада II.
Кей-Кубад II не доїхав до Каракоруму. За офіційною версією він помер в дорозі неподалік від Ерзеруму в результаті хвороби. За однією з версій старші брати побоювалися, що від Кей-кубад II може повернутися з ярликом одноосібного правителя Румської держави. Тому підкупили атабега Кей-Кубада II — Бабу Тугра, який отруїв або вбив султана. після цього боротьба за владу між Кей-Кавусом II і Килич-Арсланом IV спалахнула з новою силою.